# Antônio Fernando Brochini
Antônio Fernando Brochini,  C.S.S. (Rio Claro, 10 de novembro de 1946 – Uberlândia, 15 de março de 2024) foi um padre estigmatino e bispo católico brasileiro. Nasceu em Rio Claro, filho de Paschoal Hércules Brochini e Guiomar Baumgartner Brochini.

## Educação
Em 1958, após seus estudos primários, ingressou na Escola Apostólica Santa Cruz, dos Estigmatinos, em sua terra natal. Fez os estudos ginasial e colegial em Ribeirão Preto, no Instituto Missionário Venerável Gaspar Bertoni. Em Campinas, cursou Filosofia no Instituto Estigmatino, cuja conclusão aconteceu no ano de 1967. Na Pontifícia Universidade Católica de Campinas, entre 1967 e 1970, licenciou-se em Pedagogia, especializando-se posteriormente em Administração Escolar e Supervisão Educacional. De 1970 a 1973 cursou Teologia no Instituto João XXIII, na capital paulista, sendo que nesta mesma época exerceu a função de vice-diretor do Instituto de Ensino Sagrada Família, em São Caetano do Sul, São Paulo.

## Presbiterado
Fez sua profissão religiosa em 3 de fevereiro de 1973 e foi ordenado sacerdote aos 8 de dezembro do mesmo ano.

### Atividades durante o presbiterado
Suas principais atividades entre 1974 e 2001 na Província Estigmatina foram: formador do Seminário Menor, Superior local e Provincial em Morrinhos, Estado de Goiás, de 1974 a 1988; diretor do Ginásio Senador Hermenegildo Moraes em Morrinhos, em 1978 e 1979; Mestre de Noviços, em Morrinhos em 1986 e 1987; formador dos estudantes Professos Estigmatinos e diretor do Instituto de Filosofia e Teologia de Goiás - IFITEG, em 1988; Superior Provincial em Brasília e Morrinhos (1988-1994); Pároco de Nossa Senhora do Carmo, em Morrinhos (1990-1991); Formador dos Estudantes de Filosofia e Diretor Administrativo do IFITEG (1994-1997); Superior Provincial em Goiânia (1997-2001).

## Episcopado
Em 12 de dezembro de 2001 foi nomeado bispo coadjutor de Jaboticabal e recebeu a ordenação episcopal no dia 3 de março do ano seguinte. Tornou-se bispo diocesano no dia 25 de junho de 2003, sucedendo a Dom Luiz Eugênio Perez. Seu lema episcopal é "Testemunho de Comunhão".
Em 15 de outubro de 2014, o Papa Francisco o nomeou bispo da Diocese de Itumbiara, sendo sucedido em 9 de setembro de 2023 por Dom José Aparecido Gonçalves de Almeida.
Morreu em Uberlândia no dia 15 de março de 2024, aos 77 anos de idade. Estava internado tratando uma leucemia mieloide aguda desde 2022.